# لوسیستراتوس
لوسیستراتوس (Lysistratus) اهل سیکیون، پیکرتراش یونانی بود که در پلوپونز، در شمال شرقی یونان و در حدود ۳۲۸ ق م برآمد.شهرت وی به خاطر این است که برای نخستین بار به خاطر دقت بیشتر کار، از صورت‌های اشخاصی که مدل نقاشی‌اش بودند، قالب‌های گچی فراهم کرد.